# Dell'Orto
La Dell'Orto è un'azienda italiana, con sede a Cabiate, specializzata nella costruzione di carburatori e sistemi di Iniezione Elettronica.

## Storia
L'azienda venne fondata nel 1933 a Seregno come Società anonima Gaetano Dell'Orto e figli, fondata però unicamente dai figli di Gaetano Dell'Orto: Luigi, Piero e Giuseppe.
Le prime produzioni furono carburatori per moto che vennero venduti come primo equipaggiamento nei veicoli nuovi. Poco prima della seconda guerra mondiale vennero realizzati i carburatori con corpo in alluminio per l'impiego nel motociclismo sportivo.
Con la seconda generazione Dell'Orto, verso la fine degli anni sessanta, ebbe inizio la produzione di carburatori per auto che vennero montati come primo equipaggiamento dalle automobili del gruppo FIAT ma anche da altri costruttori sia nazionali che esteri.
È negli anni novanta che vennero messi in commercio i primi sistemi ad iniezione nel campo delle moto.
L'azienda in seguito diventa una Società per Azioni perdendo parte del nome originario e diventando Dell'Orto SpA.
Nel 2006 ha inizio una delocalizzazione in India con la nascita di Dell'Orto India.
Nel 2007-2008 la Dell'Orto inaugura l'ECS, che viene adoperato per la prima volta dalla Cagiva Mito e subito dopo sulle Husqvarna quali WRE e SM, per andare nel 2011 ad essere usato dalla nuova HM CRE 125, difatti questo sistema è stato studiato principalmente per i motori a due tempi, in modo da garantire a questi il superamento della normativa Euro III
L'azienda opera nel campionato mondiale velocità e in quello SBK, quali Gilera, Aprilia, BMW, Kawasaki e molti altri, ha inoltre stretto un accordo con la concorrente Mikuni, per la distribuzione dei suoi prodotti in Italia, ha ricevuto la nomina da parte della Federazione Motociclistica Italiana (FMI) a fornitore unico della ECU per il Campionato Mondiale della neonata categoria Moto3.
L’attuale presidente dell’azienda è Giuseppe Dell’Orto, figlio di uno dei tre fondatori. La carica di Vicepresidente esecutivo, invece, è ricoperta da Andrea Dell’Orto, figlio di Giuseppe.
L'azienda è sponsor ufficiale dell'A.C. Monza, squadra di calcio che milita in Serie A.

## Prodotti
La Dell'Orto produce:

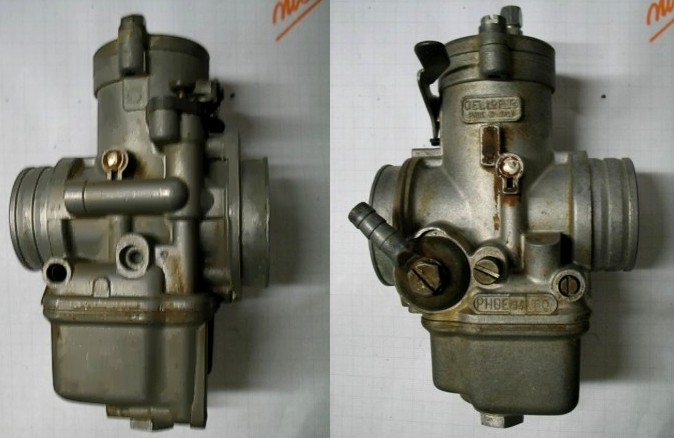
Carburatore Dell'Orto PHBE 34 RD

- Pompe olio, sistemi studiati per la lubrificazione separata dei motori a due tempi
- Carburatori
- Corpi farfallati
- Compressori,
- ECU centraline di controllo del motore, sia per ciclomotori che per motocicli (ECS)
- Collettori, sistemi di collegamento del motore con lo scarico o l'alimentazione
- EGR, valvole per il ricircolo dei gas esausti

## Sigle carburatori
Le sigle del nome dei carburatori commercializzati indicano le loro caratteristiche:
La prima sigla sta per il tipo di valvola:
- P utilizza una valvola cilindrica
- S utilizza una saracinesca piatta sprovvista di spillo
- V utilizza una valvola piatta
- F utilizza una valvola a farfalla
- D utilizza due valvole a farfalla (carburatore a doppio corpo)

La seconda sigla sta per la conformazione del condotto:
- H si utilizza un condotto a venturi o cilindrico
- R si utilizza un condotto a venturi o cilindrico con una guida cilindrica più piccola al centro (carburatori automobilistici)

La terza sigla sta per il tipo di servizio che riesce a fornire il carburatore:
- A starter a sgancio automatico
- B Corpo pluriadattabile/pluriversioni
- C carburatore a depressione
- F o M Pompa di ripresa
- V starter a comando elettronico
- S corpo sportivo

La quarta lettera qualora fosse presente indica la fascia del diametro del venturi dello stesso tipo di carburatore (come ad esempio il PHB o VHS), il quale a seconda della sigla finale ha un corpo fuso ridimensionato, principalmente per via della valvola gas.
Il numero indica il diametro reale del carburatore
La prima lettera di pedice indica il tipo di settaggio del carburatore e caratteristiche peculiari, come versione a condotto ovale o circolare
La seconda lettera di pedice indica la disposizione delle regolazioni:
- D regolazioni poste a destra del corpo carburatore
- S regolazioni poste a sinistra del corpo carburatore
- AD regolazioni poste in alto a destra del busto carburatore